# پال ولز
پال ولز (انگلیسی: Paul Wells؛ ۲۲ ژوئیهٔ ۱۸۸۸ – ۱۹۲۷) آهنگساز، مدرس و نوازنده پیانو اهل ایالات متحده آمریکا بود.
وی دانش‌آموختهٔ «مؤسسهٔ پی‌بادی» در دانشگاه جانز هاپکینز است و بعدها به اروپا رفت تا آموخته‌های خود را نزد لئوپولد گودوفسکی و یوزف لوین تکمیل کند و در همان هنگام، چندین اجرا نیز با فیلارمونیک برلین انجام داد.
وی از بهار ۱۹۱۳ میلادی، استاد رشتهٔ موسیقی و پیانو در «کنسرواتوار سلطنتی تورنتو» شد و کنسرت‌های فراوانی را هم به ارکستر سمفونیک تورنتو اجرا کرد.